# Mörharuna
Mörharuna är öar i Finland. De ligger i Skärgårdshavet och i kommunen Pargas i landskapet Egentliga Finland, i den sydvästra delen av landet. Öarna ligger omkring 79 kilometer sydväst om Åbo och omkring 210 kilometer väster om Helsingfors.
Arean för den av öarna koordinaterna pekar på är 2 hektar och dess största längd är 300 meter i nord-sydlig riktning.